# Besbes (El Tarf)
Besbes è un comune dell'Algeria, situato nella provincia di El Tarf.